# Acil-(acil-nosilac-protein)—UDP-N-acetilglukozamin O-aciltransferaza
Acil-(acil-nosilac-protein)—-acetilglukozamin O-aciltransferaza (EC 2.3.1.129, UDP-N-acetilglukozaminska aciltransferaza, uridin difosfoacetilglukozamin aciltransferaza, acil-(acil-nosilac-protein)-UDP-N-acetilglukozamin O-aciltransferaza, (R)-3-hidroksitetradekanoil-(acil-nosilac-protein):UDP-N-acetilglukozamin 3-O-(3-hidroksitetradekanoil)transferaza) je enzim sa sistematskim imenom (R)-3-hidroksitetradekanoil-(acil-nosilac protein):UDP-N-acetil-alfa--glukozamin 3-O-(3-hidroksitetradekanoil)transferaza. Ovaj enzim katalizuje sledeću hemijsku reakciju
()-3-hidroksitetradekanoil-[acil-nosilac protein] + UDP-N-acetil-alfa--glukozamin {\displaystyle \rightleftharpoons } [acil-nosilac protein] + UDP-3-O-(3-hidroksitetradecanoil)-N-acetil-alfa--glukozamin
Ovaj enzim učestvuje zajedno sa EC 2.4.1.182 (lipid-A-disaharid sintazom) i EC 2.7.1.130 (tetraacildisaharid 4'-kinazom) u biosintezi fosforilisanog glikolipida, Lipid A, u spoljašnjoj membrani Escherichia coli.

## Literatura
- Nicholas C. Price; Lewis Stevens (1999). Fundamentals of Enzymology: The Cell and Molecular Biology of Catalytic Proteins (Third изд.). USA: Oxford University Press. ISBN 019850229X.
- Eric J. Toone (2006). Advances in Enzymology and Related Areas of Molecular Biology, Protein Evolution (Volume 75 изд.). Wiley-Interscience. ISBN 0471205036.
- Branden C; Tooze J. Introduction to Protein Structure. New York, NY: Garland Publishing. ISBN 0-8153-2305-0.
- Irwin H. Segel. Enzyme Kinetics: Behavior and Analysis of Rapid Equilibrium and Steady-State Enzyme Systems (Book 44 изд.). Wiley Classics Library. ISBN 0471303097.

## Spoljašnje veze
- Acyl-(acyl-carrier-protein)—UDP-N-acetylglucosamine+O-acyltransferase на 